# 母體 (變形金剛)
母體（Creation Matrix）與原能矩陣（Matrix of Leadership）為來自於變形金剛系列中的麥高芬。
在變形金剛系列中，Matrix可能代表幾種不同的事物，茲將較常見者詳述於下。

## 母體
母體是驚奇漫畫版之中的主要麥高芬之一。
母體（Creation Matrix）是一個用以賦予變形金剛生命力的神器。當普萊瑪斯（Primus）創造了變形金剛之後，便將自己一部分的生命與力量製作成了母體，如此即使變形金剛便可以不用藉由普萊瑪斯本身來獲得生命力。普萊瑪斯將母體交給了第一個變形金剛普萊瑪（Prima），自此陸續傳給了歷代的至尊，包括新至尊（Prime Nova）、警戒至尊（Sentinel Prime），以及柯博文（Optimus Prime）。若是母體消失的話，位於賽博坦星球（Planet Cybertron）上的母體火焰（Matrix Flame）便會熄滅。

### Generation 1
震波（Shockwave）曾一度將柯博文的頭部拆去，並從取出了蘊藏在他頭部之中的母體能量，藉以用來賦予建設金剛（Constructicons）生命。為了阻止震波賦予天火（Jetfire）生命，柯博文將剩餘的母體能量傳送至巴斯特（Buster Witwicky）的意識中。為了搶奪剩餘的母體能量，震波將天火設定了特定的程式，用以追擊巴斯特。但是巴斯特利用了母體能量控制住了天火，並將他重新拆解組合後，賦予了生命給天火。最後巴斯特與天火一起將柯博文成功的救出。在救出柯博文之後，巴斯特將身上的母體能量歸還給柯博文。
之後密卡登（Megatron）命令昆蟲金剛（Insecticons）的炸彈（Bombshell）在柯博文的體內植入了特殊裝置，當柯博文在賦予航空巴（Aerialbots）生命時，密卡登變趁機藉由這個裝置取走了母體能量，用來賦予生命給剛完成的特技金剛（Stunticons）。
隨後在柯博文死於一場與密卡登的連線戰鬥遊戲之中。由於柯博文生前對母體的事極為保密，因此眾人並不清楚母體的存在，造成母體隨著柯博文的遺體被眾人送至外太空。而在外太空的母體在日後逐漸有了自我意識，開始將賦予力量給接觸到它的生物，讓這些生物進化。之後母體寄生於一個外星異型生物上，並將之進化成恐怖的怪物。
復活之後的柯博文，為了阻止即將來襲的尤尼克隆（Unicron），因此先後交代了夜行神探（Nightbeat）、警報（Siren）、水管頭（Hosehead）、鋼鎖（Grimlock）、大黃蜂（Bumblebee）、爵士（Jazz）等人前去尋找失落的母體。最後鋼鎖一行人在行星VsQs上與想要取得母體的雷翼（Thunderwing）發生了戰鬥。雙方在交戰的時候遭到了母體怪物的攻擊，結果雷翼擊退了怪物之後成功取得了母體。隨後雷翼帶著手下闖入了博派（Autobots）的艦艇方舟（Ark）進行攻擊，但雷翼漸漸的受到母體的控制而開始攻擊不問敵我，但最後被博派以魚叉槍攻擊並被彈到了外太空之中。
身受重傷並在宇宙漂流的雷翼之後被母體所治癒，接著便帶著母體回到賽博坦。此時的賽博坦正受到尤尼克隆的攻擊，而被母體所控制的雷翼身上出現了一股母體的力量所匯聚而成的巨人。巨人便開始攻擊尤尼克隆，但因為母體本身變質的關係而遭到擊敗。在戰鬥接近尾聲時，尤尼克隆變成了行星型態，準備吞食賽博坦星。但是恢復信仰的柯博文取回了母體，雙手握著母體飛入了尤尼克隆的身體中，讓母體裡面所蘊藏的能量破壞尤尼克隆身體的內部而造成了尤尼克隆的身體爆炸，而柯博文也被爆炸所潑及，最後傷重不治而死亡。

### Generation 2
新的狂派（Decepticons）指揮官布羅吉恩（Bludgeon）在製造了一批新的變形金剛之後，為了要讓這些新戰士能夠擁有生命，因此對地球展開了攻擊，希望藉此可以引來柯博文並奪取他體內的母體。但這項攻擊行動卻引來了剛復活的密卡登前來要求他歸還指揮權。密卡登在殺了布羅吉恩之後
，從騙子（Swindle）的口中得知了布羅吉恩的計劃。正巧當時柯博文為了尋求密卡登的結盟以共同對抗賽博坦帝國（Cybertronian Empire）而來到了地球，密卡登便趁這個機會攻擊了柯博文，並奪取了母體。隨後密卡登便利用了母體來賦予生命給新的變形金剛。
後來在一場賽博坦聯軍與賽博坦帝國軍的戰鬥之中，叛變的天王星（Starscream）帶著帝國軍的士兵闖入了狂派旗艦戰爭世界（War World），並取走了母體。天王星藉由母體的力量而與戰爭世界融為一體，並開始攻擊帝國軍的船艦。為了阻止天王星並取回母體，柯博文與密卡登進入了戰爭世界。由於天王星已與戰爭世界融為一體，可以隨意操縱艦內的任何物體，因此柯博文與密卡登在戰爭世界中受到了天王星的層層阻擾。此時帝國軍的旗艦曙光（Twilight）對地球展開了大規模攻擊，並摧毀了舊金山。當帝國軍指揮官吉阿克薩斯（Jhiaxus）準備對地球展開第二波攻擊時，卻遭到戰爭世界的砲擊。此時天王星發現自己已經被母體控制，母體並已經巧巧的將他的邪惡意識改造成善良的意識。為了不希望被母體進一步的改造意識，加上柯博文的強烈要求，最後天王星便將母體歸還給柯博文。恢復正常的天王星仍舊擔心母體的效果是否為會對他造成永久性的改變。
聯軍與帝國軍戰鬥的時候，黑暗意識群（Swarm）也向地球逼近。為了阻止黑暗意識群，柯博文在戰爭世界上等著黑暗意識群向他靠近。接著他的身體便開始被黑暗意識群所啃食，包括他的生命，直到最後他漸漸的與黑暗意識群融為一體，同時他也將母體中的善良與正面之力量傳給了黑暗意識群，將黑暗意識群從破壞者轉變成為了具有創造能力的光明意識群。為了感謝柯博文，光明意識群將柯博文的身體重新建造成全新的身體，接著便離開了地球回到了外太空。

### 持有者
- 普萊瑪
- 新至尊
- 警戒至尊
- 柯博文
- 羅迪至尊（英國版支線劇情）

其他持有者
- 巴斯特‧魏瓦奇
- 雷翼
- 天王星

## 原能矩陣
原能矩陣是G1卡通版之中的主要麥高芬之一，詳細請參見原能矩陣。
原能矩陣（Matrix of Leadership）是歷代博派指導者所持有的重要物品，蘊藏了過去領導者的生命力與智慧。最早出現在變形金剛：The Movie中。劇中並沒有對原能矩陣的起源作詳細的說明，只有說明了在大戰（Great War）的初期時，密卡登在殺了當時的博派領導者之後，阿法特利昂將原能矩陣收藏在一個隱密的地方。之後他在治療遭到密卡登攻擊而受重傷的年輕人奧萊恩‧派斯（Orion Pax）時，將原能矩陣交給了這位年輕人並將他改造成為柯博文。

### 電影版
柯博文雖然成功擊退了前來攻擊博派城市的狂派，卻也在與密卡登的決鬥之中受到了瀕臨死亡的重傷。在臨終之前，柯博文將指揮權與原能矩陣交給了馬格斯（Ultra Magnus）。但由於柯博文已經在死亡邊緣，所以原能矩陣在交接時不小心落下，被年輕的戰士羅德（Hot Rod）接住，此時原力矩陣發出了閃耀的光芒，羅德便將原能矩陣交給了馬格斯。隨後柯博文便斷了氣，使得眾人彌漫在一股悲傷的氣氛之中。
尤尼克隆自遙遠的太空看到了這個景象，因此在將垂死的密卡登改造成為格威隆（Galvatron）並待他回到賽博坦星殺了天王星之後，尤尼克隆便命令前去地球攻擊博派並破壞原能矩陣。
中途經過了一番追擊戰，格威隆在垃圾星上成功的自馬格斯手中奪取了原能矩陣，並回到賽博坦星試圖利用原能矩陣的力量逼尤尼克隆給他自由。但此時尤尼克隆變形成為了巨大機器人，開始攻擊賽博坦星，並將試圖攻擊他的格威隆給吃到了肚子中。
經過一段時間之後，羅德帶著一行人回到了塞博創星，並從尤尼克隆的眼睛闖入了他的體內。羅德在與其他人走散之後遇見了同樣被吞到尤尼克隆體內的格威隆，並且發生了戰鬥。最後羅德取得了原能矩陣並且進化成了羅迪至尊（Rodimus Prime），在將格威隆扔到太空之後，羅迪至尊拉開了原能矩陣，使得原能矩陣中所蘊藏的光芒開始照射著尤尼克隆的體內，造成了嚴重的傷害。在羅迪至尊一行人逃出了他的身體之後，尤尼克隆的身體便發生爆炸，只留下了頭顱漂浮於塞博創的衛星軌道上。

### 第三季
羅迪至尊曾在一場戰鬥中受傷，結果他的意識短暫的進入了原能矩陣並發現了攻擊博派的昆特紗星人（Quintessons）之秘密。為了尋求解答，羅迪至尊讓自己短暫的失去意識，再次進入原能矩陣中。藉由古人的嚮導，讓他發現了賽博坦星球的歷史以及昆特紗人與變形金剛之間的關係。
之後昆特紗人曾一度將柯博文甦醒，以作為消滅博派的一個誘餌。羅迪至尊因此一度將原能矩陣取出，還給了柯博文。之後柯博文在一場與羅德戰鬥之後恢復意識，並且把母體放回羅德的胸口中，一個人開著太空船衝向昆特紗星人的陷阱中。
過了一段時間之後，羅迪至尊中了特技金剛的埋伏，導致原能矩陣被偷走。格威隆曾一度想試著使用原能矩陣的力量，但卻過去的博派幽靈所纏上。因此他便指示災禍（Scourge）將原能矩陣處理掉。但由於災禍了解原能矩陣的力量，因此私下將原力矩陣放到了自己的胸口中並得到了莫大的力量，隨即他便取得了狂派的指揮權，並對地球展開了攻擊。災禍最後被羅德所擊敗。隨後羅德再度將原能矩陣放到自己的胸口中而恢復成了羅迪至尊。
在最後兩集的時候，由於羅迪至尊等人被憎恨之黑死病感染，殘存的博派成員救了一位沒有被感染的昆特紗人，請他把柯博文復活。柯博文復活之後與羅迪至尊發生戰鬥，並順利的取回了原能矩陣。並於原能矩陣中神遊以尋找解決憎恨之黑死病的答案，醒來之後用原能矩陣的光芒照耀宇宙而順利消滅了憎恨之黑死病。

### 第四季
柯博文利用了原能矩陣的外殼與賽博坦的主電腦Vector Sigma作連結，並在此向阿法特利昂請教了關於電漿能源庫（Plasma Energy Chamber）的事情。

### 持有者
斜體字表示名稱不詳。在柯博文之前至少有過六名持有原能矩陣的人。
- 遠古先人
- 沉思者
- 早期變形金剛
- 旁白者
- 拖車型變形金剛
- xx
- 柯博文
- 馬格斯
- 羅迪至尊

## 母體設施
母體設施是百變金剛世界觀設定中的其中一個要素。
母體設施（Matrix Facility）是一個製造極限動物（Maximals）的原生體（Protoform）之龐大設施，同時也是一座難以攻陷的全自動化要塞，位於賽博坦星的地下深處，沒有人知道確切地點，也無從得知這個設施是自何時出現的。與母體設施相對的則是地獄設施（Pit Facility），是製造掠食金剛（Predacons）的原生體之龐大設施。

## 能源矩陣
能源矩陣是日版變形金剛世界觀設定中的特有物件。
能源矩陣（Energon Matrix）是康寶級指揮官所佩帶的裝備，同時也是一個高階軍官的象徵。

### 超級百變金剛
在《超級百變金剛》中，萊歐二世的誕生源自於萊歐康寶的能源矩陣受到了良性的安格爾摩亞能量（Anglomois）所影響而造成的。

### 新百變金剛
漫畫版
在《新百變金剛》之中，萊歐康寶利用了能源矩陣治療了受了重傷的長毛象畢格（Big），並將他進化成為畢格康寶。
在故事的最後，畢格康寶為了阻止尤尼克隆而將自己胸口中的能源矩陣拉開，與尤尼克隆同歸於盡。

### 持有者
- 金剛王（Optimus Primal）- 日版世界觀限定
- 萊歐康寶（Lio Convoy）
- 萊歐二世（Lio Junior）
- 畢格康寶（Big Convoy）
- 火焰康寶（Fire Convoy）- 能源矩陣的取得不同於上述四名

## 備註
- 《百變金剛》中第三季第一集中，柯博文的神火庫貌似原能矩陣，這是由於製作團隊在繪製的時候所發生的錯誤。[參⁠ 32]